# Daniel Hort
Daniel Hort (* 5. října 1967) je bývalý český fotbalový útočník. Pracuje jako hráčský agent.

## Hráčská kariéra
V československé nejvyšší soutěži zasáhl na podzim 1991 do 9 utkání v dresu Českých Budějovic, v nichž neskóroval.

## Hráčský agent
Pracuje jako hráčský agent v International Sports Agency - ISA, s.r.o.

## Ligová bilance
| Ročník                                   | Zápasy | Góly | Minuty | Klub                    |
| ---------------------------------------- | ------ | ---- | ------ | ----------------------- |
| 1. československá fotbalová liga 1991/92 | 9      | 0    | –      | Dynamo České Budějovice |
| CELKEM 1. ČS. LIGA                       | 9      | 0    | –      |                         |